# Wired Life
「Wired Life」（ワイアード・ライフ）は、黒木メイサの5枚目のシングル。2011年8月31日にgr8!recordsから発売された。

## 概要
表題曲「Wired Life」は、毎日放送・TBS系テレビアニメ『青の祓魔師』の後期エンディングテーマとして起用された。また、今作は自身初のアニメソングとなった。

同作の期間生産限定盤には『青の祓魔師』の主人公である奥村燐（CV:岡本信彦）とコラボした「Wired Life (No Escape Remix) feat.奥村燐」が収録されている。
オリコンデイリーチャート（2011年8月31日付け）で初登場12位を獲得し、前々作「LOL!」と並んだ。初動売り上げも前作の「One More Drama」を大きく上回る9,158枚を記録した。

Billboard JAPAN HOT 100では55位を獲得。自己最高順位となった。

## 収録曲

### 通常版・初回生産限定版
1. Wired Life
作詞・作曲：Nao'ymt
  - 毎日放送･TBS系TVアニメ『青の祓魔師』エンディングテーマ
2. UPGRADE U!
作詞：カミカオル、作曲：Jeff Miyahara
3. One More Drama-PINGPONG REMIX remixed by dee.c-
4. Wired Life(Instrumental)

DVD(初回生産限定盤)
1. Wired Life(MUSIC VIDEO)
2. SPECIAL MAKING OF“Wired Life”

### 青の祓魔師盤(期間生産限定盤)
1. Wired Life
2. Wired Life (No Escape Remix) feat.奥村燐
3. Wifed Life (アニメサイズversion)-2分13秒-
4. Wired Life (instrumental)